# Zamia chigua
Zamia chigua — вид голонасінних рослин класу Саговникоподібні (Cycadopsida).
Етимологія: видовий епітет є транскрипцією назви, яку використовують місцеві жителі до саговникоподібних.

## Опис
Стовбур деревовидий, до 2 м заввишки й 15 см діаметром, зморшкуватий. Листків 3–15, вони 0,5–3 м завдовжки; ніжка листка до 1 м завдовжки; хребет з 30–80 (менше на молодих рослин) парами листових фрагментів. Листові фрагменти довго-ланцетні, серединні завдовжки 10–30 см, шириною 1–1,5 см. Пилкові шишки від кремового до світло-жовтого кольору, циліндричні, довжиною 10–20 см, діаметром 2–3 см. Насіннєві шишки від жовто- до світло-коричневого кольору, від ледь яйцеподібних до циліндричних, 20–30 см завдовжки, 8–12 см діаметром. Насіння яйцеподібне, червоне. 2n = 16.

## Поширення, екологія
Країни зростання: Колумбія (материк); Панама. У Колумбії, зростає в низовині дощових лісів вздовж річок (10–150 м над рівнем моря), водночас у Панамі виростає на висотах 600–1200 м у дощових лісах.